# C.I.A tái xuất 2
C.I.A tái xuất 2 (tựa gốc: Red 2) là một bộ phim hành động hài của Mỹ năm 2013 và là phần tiếp theo của C.I.A tái xuất (2010), lấy cảm hứng từ loạt truyện tranh giới hạn cùng tên do Warren Ellis và Cully Hamner sáng tạo và xuất bản bởi xưởng in Homage Comics của DC Comics. Phim có sự tham gia của Bruce Willis, John Malkovich, Mary-Louise Parker, Catherine Zeta-Jones, Lee Byung-hun, Anthony Hopkins và Helen Mirren, với Dean Parisot đạo diễn và kịch bản viết bởi Jon và Erich Hoeber.